# Alan Pérez
Alan Pérez Lezaun (Yerri, 15 luglio 1982) è un ex ciclista su strada spagnolo, professionista dal 2005 al 2012.

## Carriera
Passa professionista nel 2005 con il team basco Orbea; l'anno successivo si trasferisce all'Euskaltel-Euskadi, formazione UCI ProTour nella quale rimane per sette stagioni. In carriera ha ottenuto una vittoria di tappa alla Vuelta a Navarra (conquistata da dilettante in una gara open), ed un secondo posto nella sesta frazione del Giro d'Italia 2008. Ha partecipato inoltre a tre Tour de France.
Nel settembre 2012, all'età di trent'anni, annuncia il ritiro dall'attività dopo otto stagioni da professionista.

## Palmarès
- 2004

4ª tappa Vuelta a Navarra

## Piazzamenti

### Grandi Giri
- Giro d'Italia

2008: 72º
- Tour de France

2009: ritirato (19ª tappa)
2010: 129º
2011: 94º
- Vuelta a España

2007: 94º
2008: 69º
2009: 92º

### Classiche monumento
- Milano-Sanremo

2008: 113º
2010: 36º
- Giro delle Fiandre

2007: 102º
2008: ritirato
2011: ritirato
2012: ritirato
- Parigi-Roubaix

2007: ritirato
2008: ritirato
2011: 103º
2012: ritirato
- Liegi-Bastogne-Liegi

2009: ritirato
2011: ritirato
- Giro di Lombardia

2007: 38º
2008: 50º
2011: ritirato

### Competizioni mondiali
- Campionati del mondo

Verona 2004 - Cronometro Under-23: 22º